# Procraerus tibialis
Procraerus tibialis là một loài bọ cánh cứng trong họ Elateridae. Loài này được Lacordaire miêu tả khoa học năm 1835.